# The Paradise
The Paradise är en brittisk TV-serie från 2012–2013. Serien hade premiär på BBC One den 25 september 2012. Den är baserad på Damernas paradis av Émile Zola från 1883, man har dock flyttat handlingen till Nordöstra England. En andra säsong sändes på BBC 2013.

## Handling
Den unga och ambitiösa Denise får en plats i det lyxiga varuhuset The Paradise och hon imponerar redan från början med sitt nytänkande. Samtidigt finns det de som har svårt för en ung, kreativ kvinna, som inte är rädd för att visa framfötterna och som dessutom drar till sig chefens förälskade blickar, framförallt när han redan är ihopkopplad med en rik och viljestark arvtagerska i den lilla staden.

## Rollista i urval
- Emun Elliott - John Moray
- Joanna Vanderham - Denise Lovett
- Elaine Cassidy - Katherine Glendenning
- Sarah Lancashire - Miss Audrey
- Matthew McNulty - Dudley
- Peter Wight - Edmund Lovett, Denise farbror
- David Hayman - Jonas
- Stephen Wight - Sam
- Sonya Cassidy - Clara
- Ruby Bentall - Pauline
- Finn Burridge - Arthur
- Patrick Malahide - Lord Glendenning